# Pope megye (Arkansas)
Pope megye az Amerikai Egyesült Államokban, azon belül Arkansas államban található. Megyeszékhelye és legnagyobb városa Russellville. Lakosainak száma 63 381 fő (2020. április 1.). Pope megye Newton, Searcy, Van Buren, Conway, Yell, Logan és Johnson megyékkel határos.

## Népesség
A megye népességének változása:
| Lakosok száma | 62 104 | 62 614 | 62 673 | 62 547 | 63 390 | 63 381 |
|               | 2010   | 2011   | 2012   | 2013   | 2015   | 2020   |